# Beverly Wills
Beverly Josephine Williams (Los Ángeles, California; 7 de junio de 1933 – Palm Springs, California; 24 de octubre de 1963), más conocida como Beverly Wills, fue una actriz cinematográfica y televisiva estadounidense.

## Biografía
Sus padres fueron la actriz Joan Davis y el actor y guionista Si Wills. 
Wills debutó en el cine con el film George White's Scandals (1945), con 11 años de edad. Tres años después rodó Mickey (1948). En 1952, con 18 años de edad, Wills actuó junto a su madre y a Jim Backus en la comedia televisiva I Married Joan (1952–55). Tras la serie, Wills hizo únicamente otras cuatro películas, la última de ellas Son of Flubber (1963), en la que tuvo un pequeño papel.
Beverly Wills falleció en 1963 en un incendio ocurrido en su casa de Palm Springs, donde también fallecieron su abuela y sus dos hijos. Tenía 30 años de edad. Su madre, Joan Davis, había fallecido a causa de un infarto agudo de miocardio en 1961.

## Filmografía
| Año         | Título                  | Papel                      | Obsrvaciones                              |
| ----------- | ----------------------- | -------------------------- | ----------------------------------------- |
| 1938        | Anaesthesia             | Niña pequeña               | Sin créditos                              |
| 1945        | George White's Scandals | Joan de niña               |                                           |
| 1948        | Raw Deal                | Niña                       | Sin créditos                              |
| 1948        | Mickey                  | Cathy Williams             |                                           |
| 1952        | Skirts Ahoy!            | Boots                      | Sin créditos                              |
| 1953        | Small Town Girl         | Deidre                     |                                           |
| 1953        | The Life of Riley       | Audrey                     | Episodio: "Riley the Worrier"             |
| 1953 a 1954 | I Married Joan          | Beverly Grossman           | 5 episodios                               |
| 1954        | The Student Prince      | Flirt                      | Sin créditos                              |
| 1956        | The Millionaire         | Barbara                    | Episodio: "The Louise Williams Story"     |
| 1956        | The People's Choice     | Amiga de Mandy             | Episodio: "Sock and the Mayor's Election" |
| 1957        | Matinee Theater         |                            | Episodio: "Out of the Frying Pan"         |
| 1957        | Tales of Wells Fargo    | Sissy Stillwell            | Episodio: "Man in the Box"                |
| 1958        | Date with the Angels    |                            | Episodio: "Wheeler at the Cabin"          |
| 1958        | Buckskin                | Cassie                     | Episodio: "Lament for Durango"            |
| 1959        | Some Like It Hot        | Dolores                    |                                           |
| 1961        | The Ladies Man          | Miss Hypochondriac         |                                           |
| 1962        | The Tall Man            |                            | Episodio: "The Impatient Brides"          |
| 1963        | Son of Flubber          | Madre en anuncio comercial |                                           |
| 1963        | Vacation Playhouse      | Clara Boone                | Episodio: "Hooray for Love"               |
| 1963        | Petticoat Junction      | Mrs. Norton                | Episodio: "Uncle Joe's Replacement"       |
| 1964        | Mister Ed               | Judy Price                 | Episodio: "Ed the Shish Kebab"            |